# Mannesmann

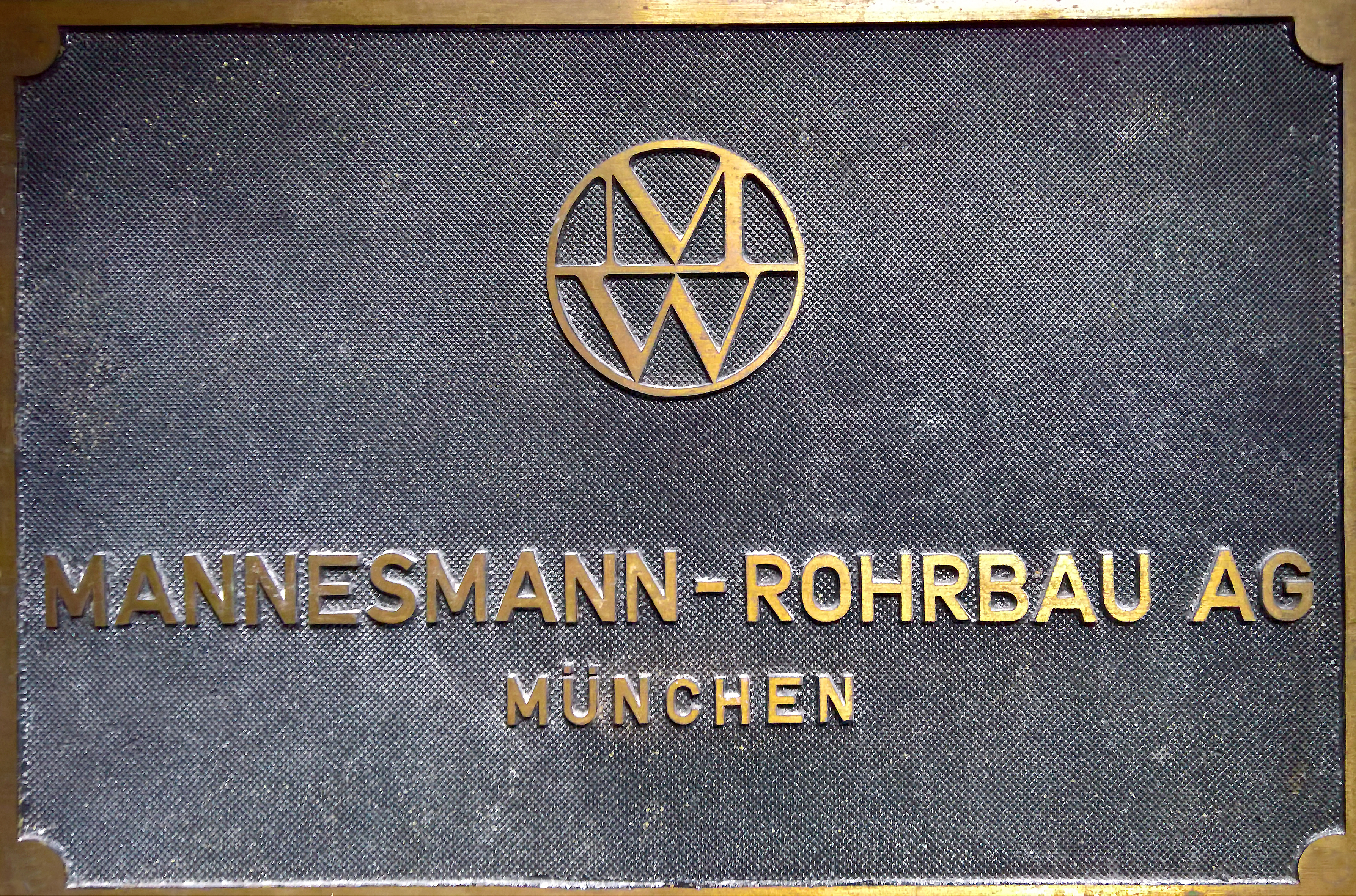
Mosazný štít společnosti Mannesmann-Rohrbau AG - Mnichov

Mannesmann byl německý ocelářský a průmyslový koncern se sídlem v Düsseldorfu. Vznikl roku 1890 jako Deutsch-Österreichische Mannesmannröhren-Werke AG, jeho zakladateli byli bratři Max (1857–1915) a Reinhard Mannesmannovi (1856–1922), kteří roku 1885 vynalezli způsob výroby bezešvých ocelových trub. Jejich počáteční podnikatelské pokusy nebyly úspěšné, protože technologie nebyla ještě zralá, ale do roku 1890 svůj způsob výroby zdokonalili natolik, že byl schopný průmyslového nasazení. 
Jedním z prvních podniků, které bratři Mannesmannovi vlastnili, byly železárny v Chomutově, dnešní Válcovny trub Chomutov. Tento podnik založený roku 1870 Mannesmannovi zakoupili roku 1887 a zavedli zde výrobu bezešvých ocelových trubek. V roce 1890 se jim právě zde podařilo vyrobit první bezešvou ocelovou trubku na světě zdokonaleným „poutnickým“ způsobem.
Roku 1908 se mannesmannovský podnik přejmenoval na Mannesmannröhren-Werke AG. Po druhé světové válce byl podnik spojenci dočasně rozdělen na tři firmy, aby se zabránilo koncentraci německého velkokapitálu, ty se však později opět sloučily. Po transformaci v 60. letech vznikla akciová společnost Mannesmannröhren-Werke AG a vedle ní Mannesmann Rohrbau AG, později nazvaná Mannesmann Anlagenbau AG. Koncern také rozšiřoval záběr své činnosti a pronikl do elektronického průmyslu. Skončil tím, že ho v roce 1999 nepřátelsky převzala firma Vodafone Group. Značka Mannesmann a část podniku dnes patří firmě Salzgitter AG. 